# Ngân hàng Trữ kim Úc
Ngân hàng Trữ kim Úc hay còn được gọi là Ngân hàng Dự trữ Úc và Ngân hàng Quốc gia Úc (tiếng Anh: Reserve Bank of Australia) là ngân hàng trung ương và cơ quan quản lý tiền tệ của nước Úc. Cơ quan này được thành lập ngày 14 tháng 1 năm 1960 sau khi Đạo luật Ngân hàng Dự trữ Úc năm 1959 truất bỏ chức năng ngân hàng trung ương của Ngân hàng Liên bang Úc và giao cho Ngân hàng Trữ kim.

## Hoạt động
Ngân hàng này cung cấp dịch vụ ngân hàng cho Chính phủ Liên bang Úc cùng các cơ quan chính phủ. Ngoài ra Ngân hàng Trữ kim lãnh phần giao dịch với những ngân hàng trung ương quốc ngoại. Cơ cấu Ngân hàng Trữ kim gồm Hội đồng Hệ thống chi ngân đảm nhiệm chính sách trả tiền và Hội đồng Ngân hàng dự trữ kiểm soát các chính sách tiền tệ và ngân hàng.
Thành phần trong hội đồng là giới chức của chính Ngân hàng cùng các nhân viên của Ngân khố Úc và các cơ quan kinh tế, công cũng như tư, chi phối kinh tế Úc nói chung. Ngoại trừ thay đổi ít nhiều số hội viên, cơ cấu hành chánh này giữ nguyên từ năm 1951 đến nay. Tổng Giám đốc Ngân hàng là do Bộ trưởng Bộ Ngân khố Úc bổ nhiệm. Tổng Giám đốc cũng chủ tọa cả hai hội đồng điều hành hoạt động của Ngân hàng. Viên Tổng Giám đốc cũng can thiệp giải quyết những khi gặp bất đồng giữa hai Hội đồng Ngân hàng.
Từ thập niên 1890, tiềm năng hình thành một ngân hàng trung ương ngày cáng rõ ràng. Năm 1911, Ngân hàng Liên bang Úc được hình thành nhưng không có quyền lực phát hành tiền tệ. Chức năng này vẫn được nắm giữ bởi Ngân khố quốc gia. Sau Chiến tranh thế giới thứ nhất với động thái tái cơ cấu bản vị vàng, John Garvan lãnh đạo các ủy ban vận động theo chiều hướng cắt giảm nguồn cung tiền tệ và bản vị vàng được xác lập cho hai đơn vị tiền tệ là đồng bảng Anh (Anh kim) và đô la Úc (Úc kim) vào năm 1925.
Trong thời kì Đại khủng hoảng, đồng pound Úc mất dần giá trị và không có giá trị tương đương với đồng bảng Anh và chính thức xa rời khỏi đồng bảng Anh sau Đạo luật Ngân hàng Liên bang Úc năm 1932. Luật pháp năm 1945 đã ảnh hưởng đến việc quy định lại các ngân hàng tư nhân trái với quan điểm của H.C. Coombs. Đến năm 1949, khi ông Coombs được bổ nhiệm làm Thống đốc, ông đã quy định lại quy mô quyền lực của các cơ quan này nhiều hơn trước đó. Khi các cơ quan tiền tệ thực thi những ý tưởng của ông về một chính sách tỷ giá linh động hơn, điều này đã giúp cho hoạt động ngân hàng trung ương gắn liền với các nghiệp vụ thị trường mở hơn trước.
Việc thả nổi đồng đô la Úc bắt đầu từ năm 1983, cùng thời điểm với việc hệ thống tài chính của Úc được phá bỏ. Từ năm 1998, quyền hành quản lý các nhà băng được chuyển từ các nhà băng cho Cơ quan chính phủ điều hòa ngành dịch vụ tài chính và Ủy ban chi trả được thành lập.
Từ 18 tháng 9 năm 2006, Glenn Steven lên nắm giữ vị trí Thống đốc Ngân hàng trung ương.